# Pseudohistoire
La pseudohistoire (aussi « prim'histoire », « parahistoire » ou « cryptohistoire ») est une étude qui se présente comme un travail d'historien mais ne respecte pas les règles de la méthodologie historique.
La pseudohistoire peut traiter soit d'événements à la réalité discutable et qui se seraient déroulés avant ou en parallèle de l'histoire officielle, soit d'événements incontestés, mais interprétés de manière à « valider » abusivement une thèse pré-conçue, en occultant, niant ou excluant tous les éléments allant à l'encontre de cette thèse. Les sujets d'étude de la pseudohistoire sont souvent d'hypothétiques civilisations avancées et que l'on imagine connaissant l'écriture ou des technologies complexes (voir par exemple le mythe de l'Atlantide), ou encore une hypothétique filiation directe, très ancienne et exclusive, entre une civilisation ancienne et une nation actuelle (voir l'article « Protochronisme »).

## Critères
Douglas Allchin propose six critères pour déterminer si une étude relève de la pseudohistoire :
- L'ouvrage poursuit un but politique, religieux ou idéologique.
- L'ouvrage cité n'est pas publié dans une revue scientifique et/ou n'a pas été validé par des pairs.
- Les principaux faits mentionnés à l'appui de la thèse du livre sont spéculatifs, controversés ou font partie des cas suivants :

1. les sources ne sont pas correctement citées ;
2. sont sélectionnées/ignorées pour valider ou mettre en valeur un point de vue dominant ;
3. sont interprétées de manière partiale ;
4. se voient accorder une importance anormale/discréditer par l'emploi de l'hypercritique ;
5. sont citées hors de leur contexte ;
6. sont déformées, involontairement, accidentellement, ou frauduleusement.

- Les explications divergentes et plus simples pour le même ensemble de faits, données par des spécialistes et correctement référencées, ne sont pas mentionnées.
- L'ouvrage fait référence à une ou plusieurs théories de la conspiration ou à des explications complexes, alors qu'une explication plus simple peut être trouvée et devrait être retenue en application du rasoir d'Occam.
- L'ouvrage réfute catégoriquement toute possibilité de manipulation dans le déroulement ou le récit d'un événement dont il défend une version exclusive.

## Exemples
Les sujets de recherche les plus connus sont ceux sur les mythes de la Genèse (quête de l'arche de Noé), l'Atlantide ainsi que son pendant Pacifique, Empire de Mû ou la Lémurie en Afrique, que des sceptiques considèrent comme des métaphores politiques ou de pures inventions. La pseudohistoire comprend aussi beaucoup de sujets dont les sources sont parcellaires et permettent donc beaucoup d'interprétations différentes, comme les origines indo-européennes, le druidisme, l'afrocentrisme, les empires précolombiens ou le mégalithisme.
Outre les civilisations humaines du passé, la pseudohistoire étudie aussi les visites supposées d'extra-terrestres sur Terre. Ainsi, le tarmac supposé formé par les géoglyphes de Nazca ou bien les peintures des Dogons entrent dans le champ de la discipline. En langue française, des auteurs comme Pierre Carnac, Robert Charroux, Erich von Däniken (traduit), Serge Hutin ou Guy Tarade ont été prolifiques dans ce domaine.
La pseudohistoire peut prendre des positions politiques, par exemple dans le cadre du protochronisme nationaliste, lorsqu'elle tente de démontrer des filiations directes, très anciennes et exclusives, entre une civilisation ancienne et une nation ou une ethnie actuelle, ou bien dans le cadre du négationnisme lorsqu'elle nie la réalité d'évènements historiques.